# مجالسة الأطفال
إن مجالسة الأطفال تعني مرافقة الطفل لوقت محدد من أجل الاعتناء به، وغالبا ما تعد كعمل للعديد من الأشخاص مهما تفاوتت أعمارهم.

## النظرة العامة
يميل أغلب العاملين على مجالسة الأطفال إلى أن يكونوا طلابً في المرحلة المتوسطة أو المرحلة الثانوية أو في الكلية (-12)، كما يمتلك بعض البالغين جليساً يقوم برعاية الطفل في المنزل. إن طبيعة العمل قد تختلف لمن يجالس الأطفال من مراقبة طفل نائم أو تغيير الحفاضات أو اللعب أو تحضير الوجبات إلى تعليم الطفل القراءة أو حتى القيادة (في السن القانوني) و يعتمد هذا على الإتفاق بين الوالدين وجليس الطفل.
كما تقدم العديد من المنظمات في بعض البلدان دورات للأشخاص الذين يجالسون الأطفال، وتركز هذة الدورات بشكل أساسي على سلامة الطفل والإساعافات الأولية الملائمة لحديثي الولادة و الأطفال، كما تقام مثل هذة الدروس أو الدورات في المستشفيات المحلية أو حتى في المدارس أحياناً. إن هذة الدروس تزود جليس الأطفال بمعلومات للحفاظ على كلاً من الطفل أو الأطفال وجليس الأطفال في مختلف سناريوهات الصحة و الطقس

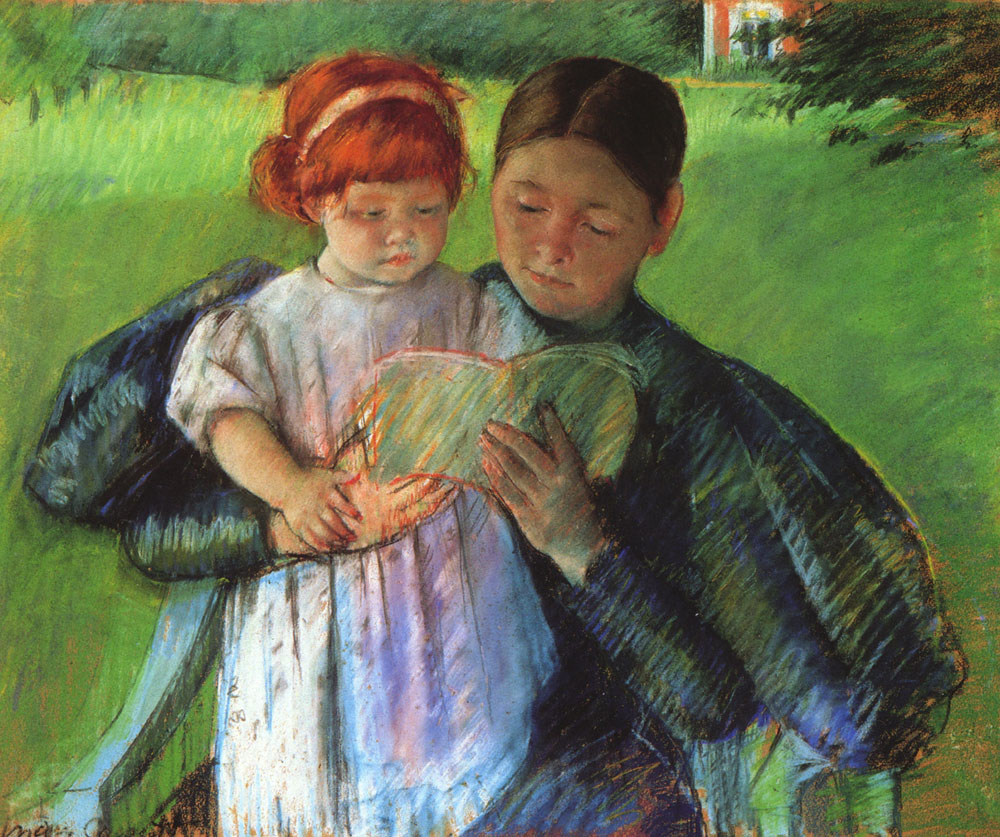
جليسة أطفال تقرأ قصة لطفلة صغيرة

## التعريف والتسمية
إن أول ظهور لمصطلح "مجالسة الأطفال" كان في عام 1937 في حين سجل الفعل "يجالس الأطفال" لأول مره في عام 1947. وحسب الملاحظة المدونة في قاموس كلية التراث الأمريكي ونصها "يتوقع المرء عادة أن اسم مجالسة الأطفال مع لاحقته حرفي er- مشتق من الفعل يجالس الأطفال مثل الأسم غواص المشتق من الفعل غوص، ولكن في الحقيقة إن اسم يجالس الأطفال سجل لأول مره في عام 1937، أي قبل عشر سنوات من أول ظهور للفعل يجالس الأطفال، وهكذا فإن الفعل مشتق من الاسم على عكس المعروف ويمثل هذا خير المثال على التكوين العكسي للكلمة. كما إن استخدام كلمة جلس المختصرة لدلالة على جليس الأطفال سجلت في عام 1800، ويمكن أن يكون المصطلح نشأ من فعل رعاية الطفل في غرفة واحدة بينما يكون الوالدين منشغلين أو يتسلون في غرفة أخرى.

## الفوارق الدولية في التعريف
يشير المصطلح في الإنجليزية البريطانية لرعاية الطفل لساعات قليلة فقط وعلى أساس غير رسمي عادةً ما تكون في المساء عندما يكون الطفل نائماً لأغلب الوقت، أما في الإنجليزية الأمريكية فيمكن للمصطلح أن يشمل على رعاية الطفل لكل أو معظم ساعات النهار وعلى أساس منتظم أو أكثر رسمية، حيث يمكن وصفه برعاية الطفل التربوية في الإنجليزية البريطانية،
أما بالنسبة للهند و باكستان فيمكن لمصطلح جليس الأطفال أو ناني أن يعرف باسم آيه أو آيا، وهو الشخص الذي يعمل على أساس عقد لفترة طويلة للعناية بالطفل بغض النظر عن حضور الوالدين.